# Pozo Barredo
El pozo Barredo es una mina subterránea de hulla situada en Mieres (Asturias), España. Profundizado por la empresa Fábrica de Mieres de 1936 a 1941, se integró en Hunosa en 1967. En las navidades de 1991, las comisiones ejecutivas de los sindicatos mineros asturianos se encerraron en él, en protesta por el Plan de Reconversión Industrial de la empresa. Sin actividad extractiva desde 1994, albergó actividades de investigación minera hasta 1997 en que fue inundado. El agua de bombeo es utilizado como fuente de energía geotérmica para la climatización de varios edificios del municipio mierense.

## Descripción
El pozo poseía 5 plantas, comunicadas entre sí mediante un pozo vertical de extracción con castillete, acceso principal de la mina. Por el pozo circulaban 2 jaulas accionadas por una máquina de extracción de doble tambor desembragable, accionada por un motor eléctrico. Cada jaula tenía capacidad para cuatro vagones, en un único piso. La profundidad total del pozo es de 355 m, estando la 5.ª planta situada a una cota de 135 m por debajo del nivel del mar.

## Historia
El pozo fue profundizado por Fábrica de Mieres para continuar en profundidad, por debajo del fondo del valle, el laboreo de las capas explotadas en sus minas Mariana y Corujas. El lugar elegido fue el conocido como «El Barredo» donde la Fábrica ya disponía de diversas instalaciones mineras relacionadas con Mariana y Corujas.

### Antecedentes: minas Mariana y Corujas

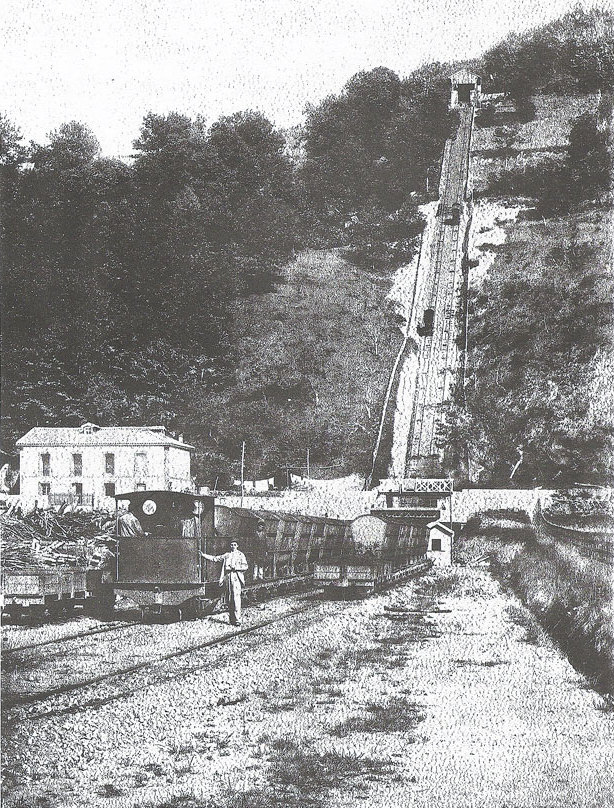
Plano inclinado de la mina de carbón «Mariana».

En 1879 se funda la sociedad Fábrica de Mieres y, entre sus activos, contaba con las minas de carbón de Mariana y Corujas, dentro de las denominadas Carboneras de Mieres. Ambas minas, de montaña, se situaban sobre la ladera oeste del macizo coronado por el pico Polio, en la orilla derecha del río Caudal.
La mina Mariana se situaba en el valle del río Duró, afluente del río Caudal por la derecha. Su primer piso se situaba a una altitud de 305 m y llegó a contar con socavones hasta el 17.º piso, a 813 m. El carbón de los diferentes pisos era transportado por el exterior mediante planos inclinados hasta la plaza del primero donde existía un lavadero. El carbón lavado era bajado nuevamente por un plano inclinado hasta la carretera de Castilla y transportado hasta Ablaña, donde estaba la fundición, en carros tirados por bueyes.
La mina Corujas (o Coruxas) estaba situada al sur de Mariana, a una altitud superior, en el valle del mismo nombre.
Con la fundación de Fábrica de Mieres, Numa Guilhou contrata a Jerónimo Ibrán como director de la misma y este acomete, entre otras obras para modernizar las explotaciones, el transporte ferroviario de carbones a la fundición. Para Mariana, Ibrán diseña un nuevo plano inclinado y una línea ferroviaria desde el pie del plano en 750 mm de ancho de vía.
El plano inclinado tenía 158,30 m de longitud y 31° 40′ de inclinación, y discurría por la ladera desde la aldea de La Quinta, cabeza de plano, por debajo la carretera de Castilla, hasta la zona conocida como «el Barredo» o «el Barreo», en el barrio de Bazuelo. La cabeza de plano se conectaba con el lavadero (para la bajada de carbón) y el nivel superior de la plaza del primero (para subir madera), por un tramo de vía de 400-500 m.
Desde el pie de plano, la nueva línea, con una longitud de casi 4 km, llegaba hasta la fundición, en Ablaña bordeando, entonces, la villa de Mieres y se juntaba en El Batán con la procedente de mina Baltasara. Empezadas a construir en 1890, la de Mariana fue terminada en 1892.
La Primera Guerra Mundial provoca un incremento de producción general de las minas de carbón de Asturias en los años 1910, por la desaparición de la competencia del carbón inglés. En esta coyuntura, la empresa decide construir un nuevo lavadero en el Barredo y sustituir el plano inclinado por un pozo balanza que bajara la producción desde el primer piso hasta un nuevo transversal con salida al exterior en Barredo. conocido como «socavón Barredo». El pozo balanza tenía su brocal en la plaza del primer piso y se encontraba a una distancia de 60 m del eje del transversal y a 600 m de la bocamina en Barredo. De sección circular, tenía un diámetro de 4,50 m, estando revestido de hormigón. Disponía además de accionamiento eléctrico.
El transversal tenía su bocamina en Barredo, 7 m por encima del nivel de la carretera de Adanero a Gijón. A la salida del socavón, un puente sobre dicha carretera permitía el acceso al nivel superior de la plaza de Barredo y al lavadero, a 60 m de la bocamina. La bocamina del socavón todavía se conserva, con la inscripción «GRUPO MARIANA - 1920». El arrastre por el transversal comenzó a efectuarse mediante locomotoras de benzol siendo sustituido por un cable flotante.
Además de estas obras se inician las de construcción de una central eléctrica en la misma zona para servicio de la mina, del lavadero y demás. En 1914, comienzan las obras que no terminarían hasta 1920, con las primeras pruebas en el lavadero. A comienzos del año siguiente quedaron fuera de servicio el lavadero del primer piso y el plano inclinado.
El lavadero de Barredo, además de tratar la producción de Mariana, empezó en 1926 a lavar el carbón de mina Corujas. En 1924 comenzó las obras para unir mina Corujas con el lavadero de Barredo mediante mediante un teleférico minero, tricable, de 1800 m de longitud y 21 torres de hierro. Con su inauguración en abril de 1926 dejó de utilizarse el lavadero de Corujas y el tranvía minero que lo conectaba con la estación de Santullano del Norte así como el transporte por pozos establecido temporalmente.

### Profundización del pozo
La apertura del socavón Barredo permitió a Fábrica de Mieres la explotación de los macizos de carbón por debajo de los primeros pisos de Mariana y Coruxas, pero marcaba el nivel más bajo del yacimiento accesible mediante socavones. Por eso, en 1930, la sociedad incluye la profundización de Mariana entre las inversiones futuras. Sin embargo, el proyecto se aplaza al año siguiente debido a los malos resultados económicos del ejercicio, caracterizado, según la memoria de la empresa de año por una «constante depresión del mercado» y una «continua presión del elemento obrero».
En marzo de 1934, Fábrica de Mieres entra en administración judicial por el impago de las obligaciones hipotecarias contraídas en 1925. En agosto, durante una reunión del sindicato de obligacionistas, al frente de la empresa por la intervención judicial, su secretario advierte de la necesidad de la perforación del pozo para evitar un futura caída de la producción de Mariana y evalúa su coste en 3 Mpta. En una nueva reunión, en septiembre de 1935, el presidente del sindicato de obligacionistas vuelve a incidir en el problema del agotamiento, «inquietante y de tal urgencia […] que […] ya no admite espera»: el grupo Mariana-Corujas produce únicamente 194 000 t de las 480 000 que antes producía Fábrica de Mieres, cuando representaba más de la mitad.. El presidente anuncia, entre otras, la inversión de 3 Mpta en 4 años para la profundización del pozo Barredo, que ya recibe ese nombre.
La profundización no comenzó hasta el año 1937, durante la Guerra Civil. Durante ese año, solamente se profundizaron 12 m, de los 200 m que alcanzó en 1940. La máquina de extracción se adquirió a Siemens, en Alemania, por lo que su suministro se retrasó debido al comienzo de la Segunda Guerra Mundial y no comenzó a funcionar hasta septiembre de 1941.
En 1944, se constituye la Estación Central de Salvamento minero del Caudal por parte de empresas mineras de Aller, Mieres, Riosa y Lena, incluida Fábrica de Mieres. Esta brigada de salvamento minero construye su base de operaciones en terrenos de Fábrica de Mieres en Barredo, junto al pozo. La agrupación se disolvió en 1970, pasando a integrase junto con la del Nalón en la Agrupación de Salvamento Minero.

### HUNOSA
Al constituirse HUNOSA en el año 1967, el pozo se integró en la misma, como aportación por parte de Fábrica de Mieres. En 1969, comienza la explotación del macizo comprendido entre 3.ª planta (20,7 m s. n. m.) y la 4.ª planta (−50,0 m s. n. m.). La 3.ª planta era la más profunda del pozo, por lo que el acceso a 4.ª planta se realizó mediante un plano inclinado, de 283 m de longitud y pendiente del 15 %.
En diciembre de 1980, el entonces presidente de HUNOSA, José Manuel Fernández Felgueroso, anunció el cierre del pozo en 1981 debido al descenso de producción (un 30,5 % en 7 años) y a la posibilidad de que su yacimiento fuera explotado desde Minas de Figaredo. A pesar del anuncio, en febrero del año 1981 comenzó la reprofundización del pozo, desde 3.ª hasta 5.ª planta, lo que permitió aumentar las reservas en 4 Mt brutas. Al inicio de las obras de reprofundización, el pozo contaba con 732 mineros que extraían diariamente alrededor de 1000 t brutas.

#### Encierro del pozo Barredo
El pozo Barredo fue escenario de un encierro protagonizado por las comisiones ejecutivas del SOMA-UGT y del Sindicato Regional de la Minería de CC.OO. de Asturias en las fiestas navideñas de 1991.
El 23 de diciembre de 1991, 36 sindicalistas, encabezados por José Ángel Fernández Villa y Antonio González Hevia, se encerraron en el interior del pozo, en la 4.ª planta, en protesta por el Plan de Reconversión Industrial de HUNOSA. Mientras duró el encierro en el exterior del pozo, en Mieres, y en Asturias, en general, se sucedieron las movilizaciones en contra del plan. Los encerrados recibieron la visita de los secretarios generales de UGT y CC.OO., Nicolás Redondo y Antonio Gutiérrez, respectivamente, en apoyo a sus reivindicaciones. El encierro culminó el día 3 de enero de 1992, con los encerrados aclamados por una multitud que fue en manifestación a recibirlos a la salida del pozo.
El encierro de Barredo es considerado uno de los hitos del sindicalismo minero asturiano, marcando el fin de una época

### Clausura
El pozo fue oficialmente cerrado por HUNOSA el 31 de septiembre de 1993, cuando contaba con una plantilla de 244 mineros, de interior y de exterior. A pesar de ello, la actividad extractiva continuó en el pozo hasta el 3 de junio de 1994. A partir de ese día, fueron trasladados 180 mineros de arranque a otros pozos de la compañía, mientras otros 85 trabajadores permanecieron recuperando material.
A pesar del cierre, se continuó con las labores de mantenimiento, conservación, desagüe y ventilación debido a su conexión con Minas de Figaredo, que posteriormente pasó a ser el pozo Figaredo de HUNOSA.
En el año 1995 el interior del pozo, 4.ª y 5.ª plantas, empieza a ser usado para proyectos de investigación relacionados con seguridad minera por parte del Gobierno del Principado de Asturias. Posteriormente el uso se amplía a instalaciones del exterior, y también a actividades de formación, capacitación y entrenamiento. En el año 2001, se constituye la Fundación Barredo que asume estas tareas.

### Inundación
En el mes de diciembre de 2007 se comienza con el proceso de inundación del pozo tras el cierre de Figaredo, con el que estaba comunicado directamente por sendas 5.as plantas de Barredo y San Inocencio, aparte de otras conexiones por plantas superiores. Tras el llenado de las plantas inferiores en Barredo y Figaredo, en verano de 2009 se procede a reanudar el bombeo al alcanzar el agua el nivel de seguridad, de 150 m s. n. m. (metros sobre el nivel del mar). Para realizar este bombeo, se instalaron bombas sumergibles en la caña del pozo.

#### Geotermia

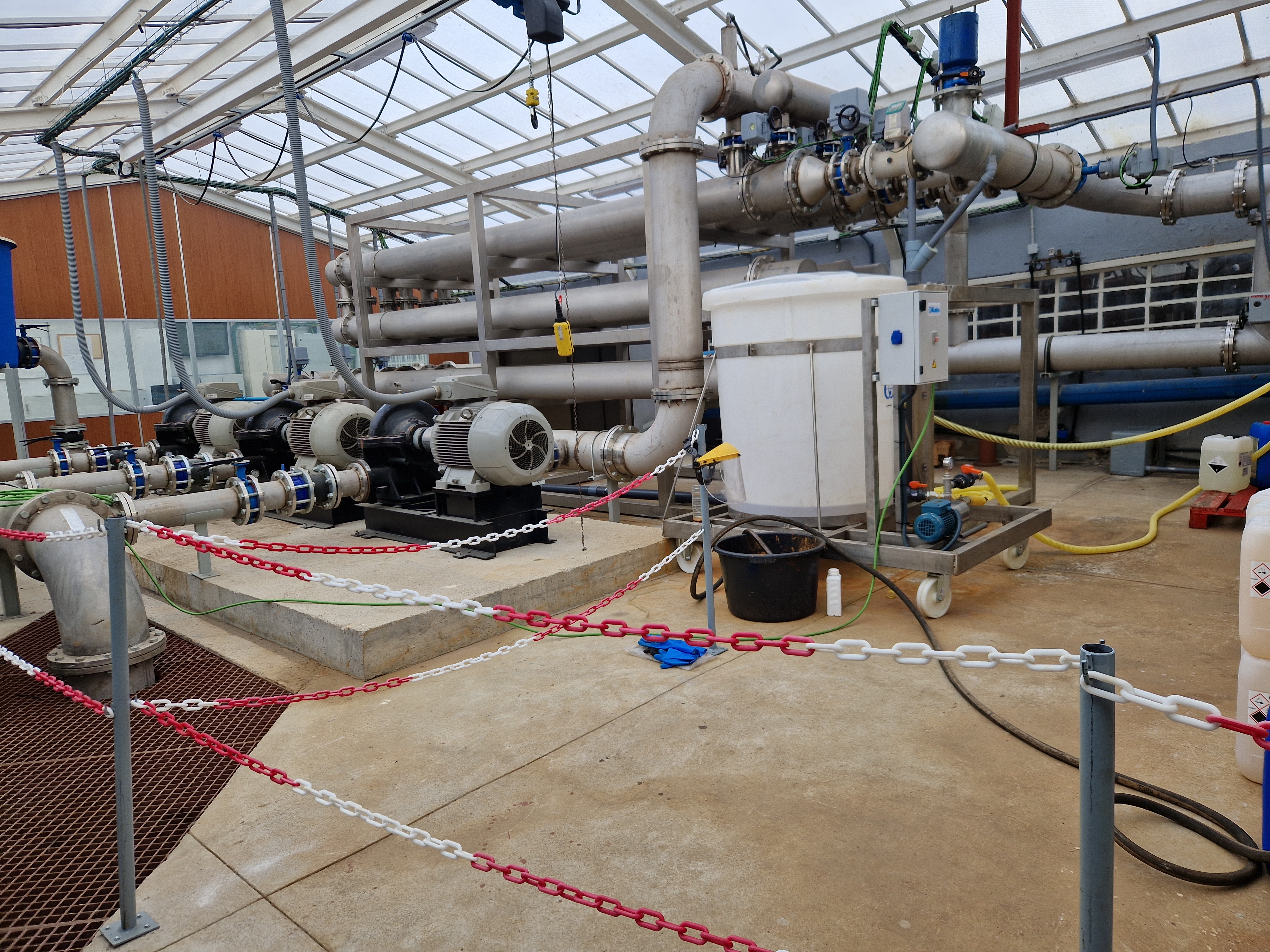
Sistema de bombeo y conducción de agua del pozo Barredo

En 2011, HUNOSA comienza a utilizar el agua del bombeo del pozo como fuente de energía geotérmica para la climatización de dos edificios (Centro de Investigación y Residencia de Estudiantes) del campus de Mieres, en un proyecto piloto con la colaboración del Instituto Geológico y Minero de España y la Universidad de Oviedo. A estos edificios se añadió en 2014 el Hospital Álvarez Buylla, distante 2 km, y en 2016 el edificio de la Fundación Asturiana de la Energía, en el antiguo edificio de compresores del pozo.
Este aprovechamiento es posible debido a la existencia de un «embalse» subterráneo minero cuya descarga a través del bombeo de Barredo mantiene una temperatura superior a 20 °C. El embalse está formado por los huecos mineros abiertos durante el laboreo de los pozos Barredo y Figaredo, principalmente. Y este embalse es recargado por la infiltración de las aguas de lluvia y descargado por el bombeo en Barredo, cuyo brocal se encuentra a una cota inferior a las de los pozos de Figaredo. El agua de bombeo, debido a su alta dureza, es llevado a intercambiadores de calor donde traspasa parte de su energía al agua del circuito del foco frío de las bombas de calor y posteriormente es vertida a un cauce público.
El servicio se extendió en una segunda fase a 248 viviendas del casco urbano de la localidad, el edificio científico-tecnológico de la universidad, el IES Bernaldo de Quirós alcanzando la potencia máxima de la instalación de 4MWh. Una red para la que se han invertido 1,4 millones de euros, siendo parte de esa cantidad financiada por el Fondo Europeo de Desarrollo Regional (Feder). 
El proyecto de Grupo HUNOSA ha sido elegido para participar en el estudio de Tilia GmbH, cuyo objetivo es comprender los factores que hacen que este tipo de iniciativas funcionen y, en última instancia, explorar si es sostenible. Esto es posible gracias a la notoriedad que otorga la concesión en 2019 del premio otorgado por la Agencia Internacional de la Energía al Distrito de Calefacción (red de calor) de Pozo Barredo (cofinanciado con Fondos Feder), como "uno de los seis más proyectos innovadores y eficientes en todo el mundo" de su tipo. 

## Instalaciones conservadas
De las antiguas instalaciones del pozo se conservan varias de ellas, en distinto estado de conservación. Algunas de ellas forman del Parque temático sobre la arqueología industrial minera de Mieres y fueron rehabilitadas dentro del proyecto Rehabilitación del área industrial del Pozo Barredo y Mina Mariana. Este proyecto, con un presupuesto de 2 364 430 €, fue aprobado por el Consejo de Gobierno del Principado de Asturias el 14 de febrero de 2007.

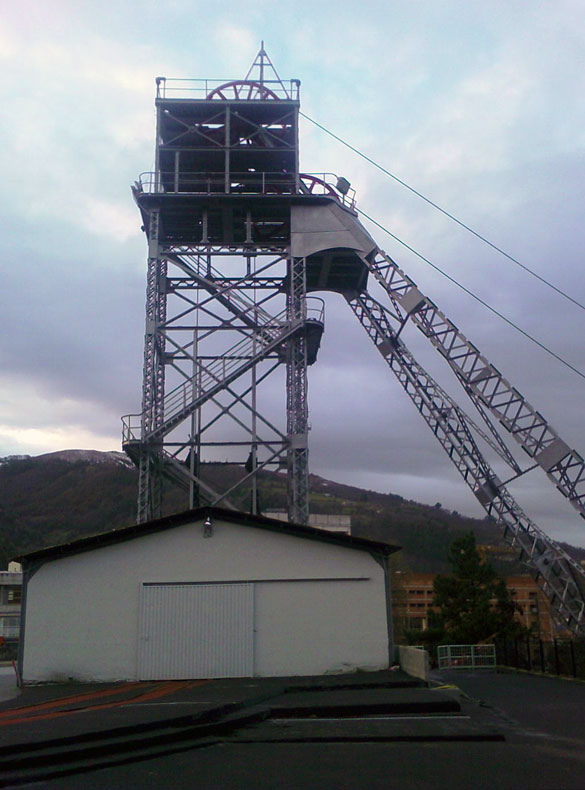
Castillete del Pozo Barredo

Las más destacables son:

### Castillete
Con una altura total de 31 m, incluida la visera, fue construido con perfiles de hierro roblonados en 1941. Consta de 4 pies, unidos mediante tirantes, y 2 tornapuntas, también unidos entre sí. Posee 2 poleas que se encuentran prácticamente en el mismo plano y a distinta altura, debido a la disposición de la máquina de extracción. El castillete tiene la particularidad de que las tornapuntas son más altas que los pies debido a que su fundación se encuentra al nivel del edificio de la máquina de extracción, más bajo que el nivel del embarque exterior.

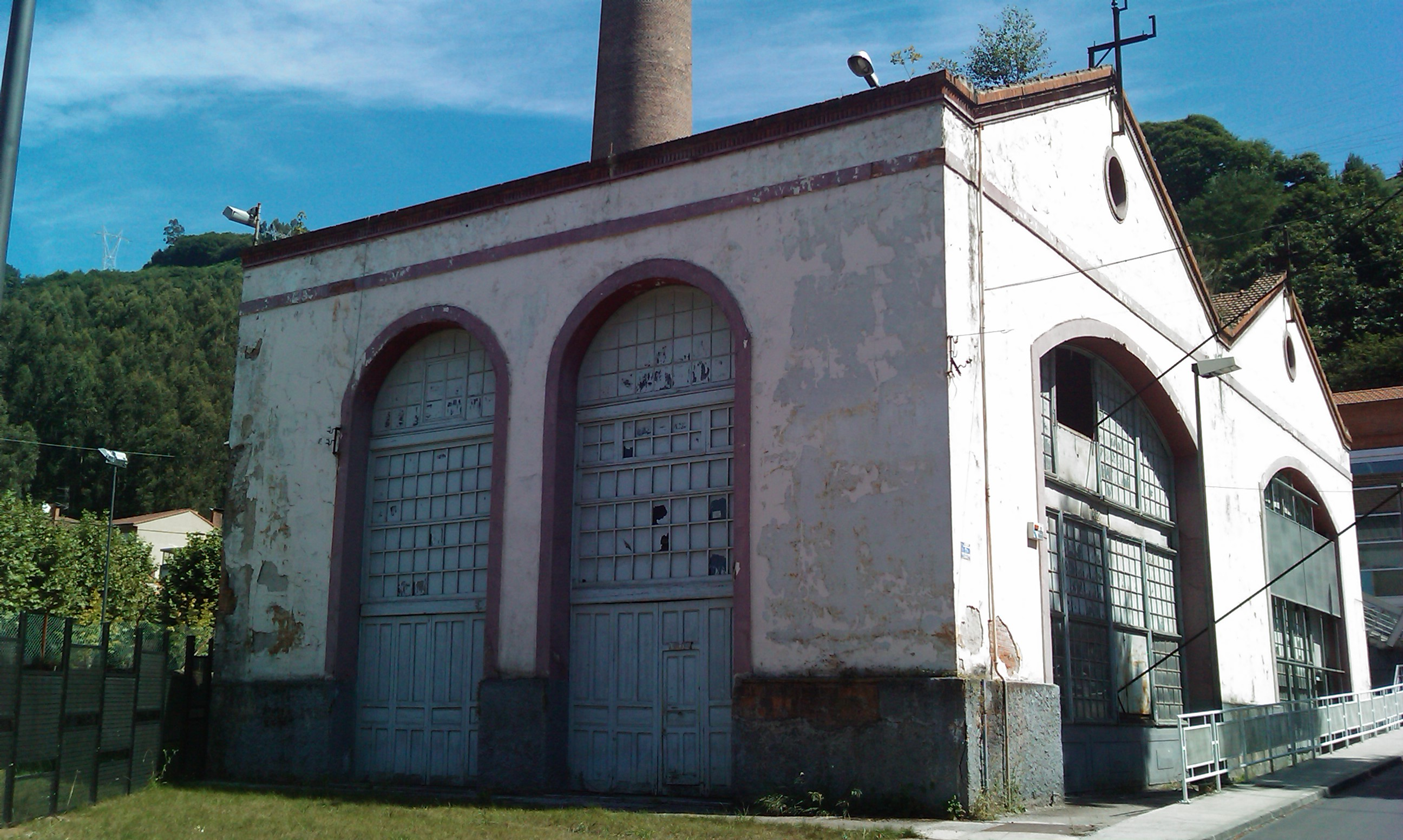
Edificio de la máquina de extracción del Pozo Barredo. En la parte posterior asoma la chimenea y a la derecha el edificio de los compresores y la subestación eléctrica.

### Edificio de la máquina de extracción
Es un edificio de 29 m de largo, por 14 de ancho y 9 de altura, construido con mampostería y ladrillo. En su origen fue la central de las calderas que suministraban vapor a 12 atmósferas a la turbinas de la central eléctrica anexa. En la parte posterior del mismo se encuentra un colector general de humos, subterráneo, y exterior al edificio que desemboca en la chimenea.
Se conserva la mayoría de la maquinaria de extracción, construida por la Casa Schalker Elsenhute. A finales del siglo XX, se sustituyó el primitivo grupo Ward-Leonard por tiristores dentro de la automatización de la maquinaria.

### Chimenea
Es de obra de fábrica y tiene una altura de 50 m. En su coronación tiene un diámetro de 2,10 m.

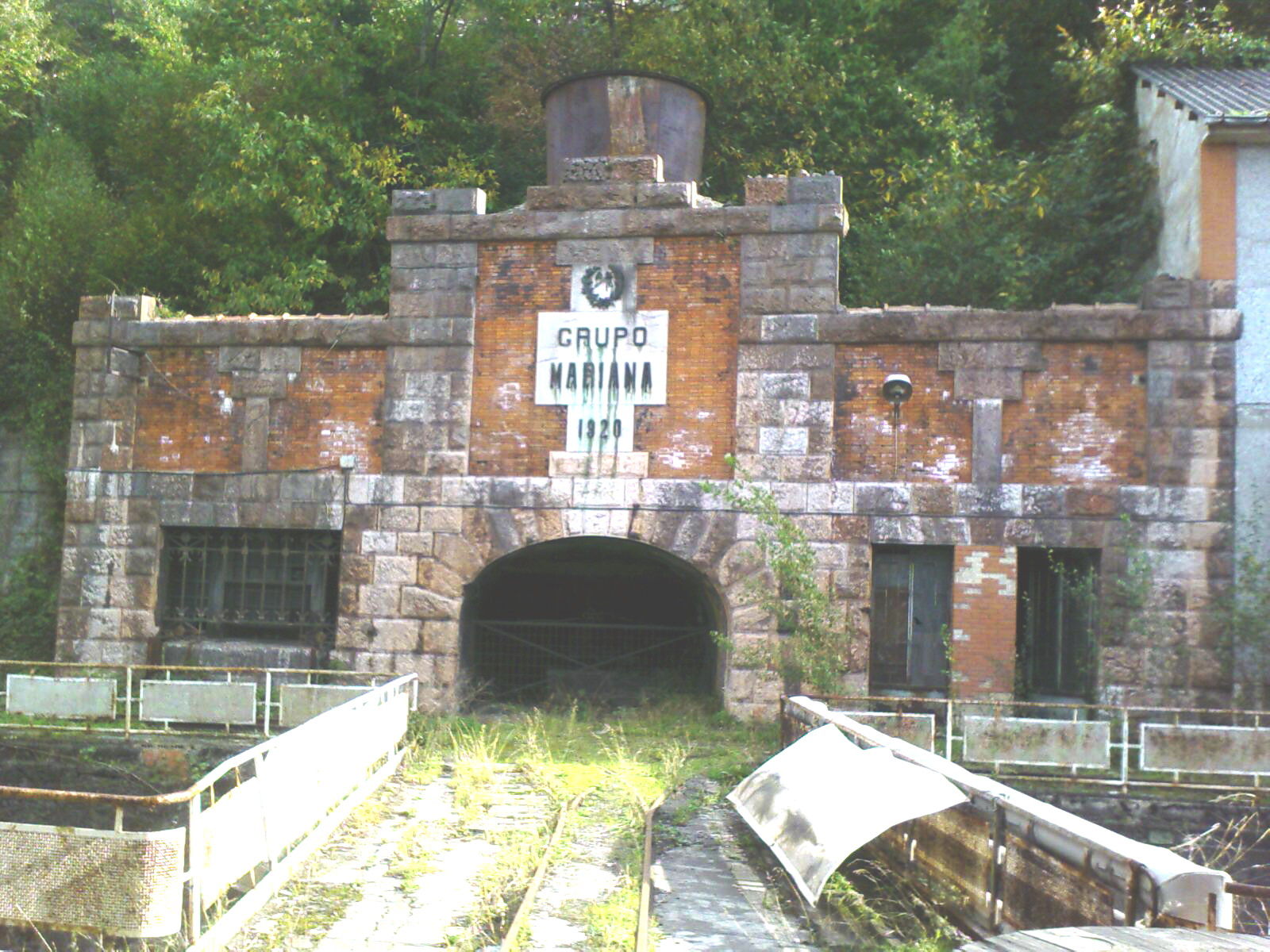
Bocamina del Socavón Barredo de Mina Mariana (1920), antes de su rehabilitación.

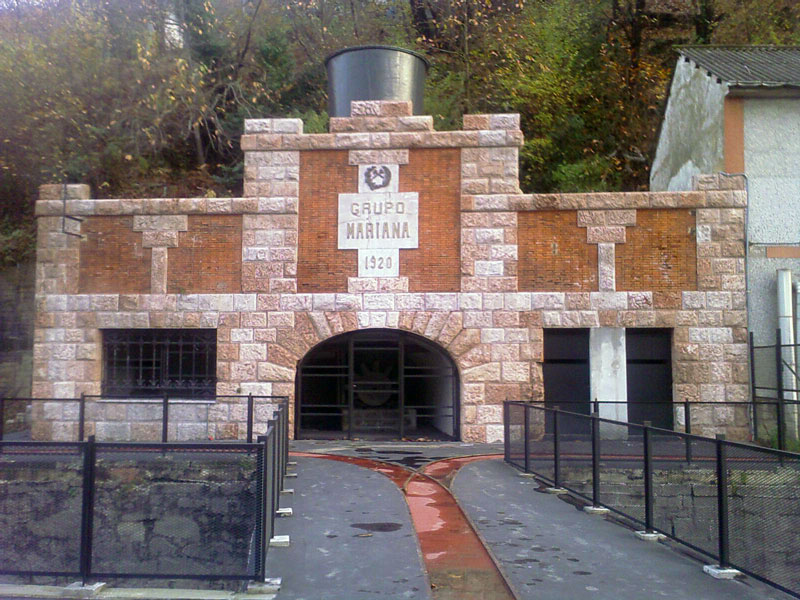
Bocamina del Socavón Barredo de Mina Mariana (1920), tras su rehabilitación.

### Bocamina del Socavón Barredo
El Socavón Barredo, de una longitud de 5 km, es el nivel inferior de Mina Mariana. Con una sección de 12 m², está revestido en su mayor parte con obra de fábrica. La bocamina del mismo está ocupada por un edificio de ladrillo y caliza labrada, de 15,70 m de largo por 8,00 de ancho y 7,60 de altura. El edificio está dividido en tres partes: la central, de acceso al socavón y dos salas laterales. Estas fueron utilizadas, una para lampistería de la mina y la otra para oficina de los vigilantes.
En su fachada aparece la inscripción «GRUPO MARIANA 1920» debajo del símbolo minero del pico y la maza, en bronce. Las letras originales desaparecieron durante las obras de rehabilitación y fueron sustituidas por otras.

### Edificio de compresores y subestación eléctrica
Tiene 25 m de largo por 14 de ancho y 7 de altura, con amplios ventanales en sus cuatro fachadas. Fue concebido para albergar la central eléctrica de mina Mariana, con dos objetivos: transformar la energía eléctrica que recibía la mina y suministrarla en caso necesario. Para este último objetivo estaba dotada de 2 grupos de 500 cv, formado cada uno de ellos de una turbina vertical Compound, de condensación, de la marca Swidersky, acoplada directamente a un alternador Schuckert de 5 kV.
Posteriormente, el edificio pasó a albergar los compresores que suministraban el aire comprimido para el funcionamiento de laa máquinas y herramientas del pozo.
A principios del siglo XXI, el edificio fue rehabilitado para albergar la sede de la Fundación Asturiana de la Energía e instalaciones de la Fundación Barredo. Se conserva el puente-grúa de 20 t con el que estaba equipado.

### Edificio de las oficinas
Alberga las oficinas de la Fundación Barredo.

### Lampistería
Fue derruida en las obras del proyecto Rehabilitación del área industrial del Pozo Barredo y Mina Mariana.

## Campus de Mieres
En la antigua plaza de la madera del pozo hoy se levanta el Campus Universitario de Barredo (o de Mieres).